# Didymosphaeria conoidella
Didymosphaeria conoidella är en lavart som beskrevs av Sacc. & Berl. 1885. Didymosphaeria conoidella ingår i släktet Didymosphaeria och familjen Didymosphaeriaceae.   Inga underarter finns listade i Catalogue of Life.